# جون جيمس أودوبون
جون جيمس أودوبون (ولد باسم جين جاكس رابين، 26 أبريل 1785- 27 يناير 1851) فنان أمريكي درب نفسه بنفسه وعالم طبيعة وعالم طيور. تحول اهتمامه بالطيور إضافة إلى اهتمامه بالفن، إلى خطة وثق من خلالها بالرسم التصويري كل أنواع الطيور في أمريكا الشمالية. اشتهر بدراساته المستفيضة التوثيقية لكل أنواع الطيور الأمريكية، بالإضافة إلى الرسوم التوضيحية المفصلة التي صورت الطيور ضمن مساكنها الطبيعية. أشهر أعماله وأفضلها هو كتاب صوري ملون بعنوان طيور أمريكا (1827-1839)، يعتبر واحد من أفضل كتب علم الطيور المنجزة. يعود الفضل له أيضًا في اكتشاف 25 صنفًا جديدًا من الطيور. أطلق اسمه على عدة منشآت وأماكن كجمعية أودوبون الوطنية، وكذلك عدد كبير من البلدات والأحياء السكنية والشوارع في كل جزء من الولايات المتحدة. تستخدم الأوساط العلمية حاليًا عشرات الأسماء والمصطلحات العلمية التي نشرها أودوبون أولًا.

## النشأة
ولد أودوبون في لي كاي في المستعمرة الفرنسية سانت دومينغ (هاييتي الآن) في مزرعة قصب السكر التابعة لوالده. كان والده جان أودوبون ضابطًا في البحرية الفرنسية (وقرصانًا عمل مع المرتزقة) من جنوب بريتاني، والدته هي جيان رابين عشيقة والده حينذاك، عملت كخادمة عندما كانت السابعة والعشرين من عمرها من منطقة لي تاتشز، بريتاني (تقع اليوم في المنطقة الحديثة بايز دو لا لوري). أطلقا عليه اسم جان رابين. صرح كاتب سيرة ذاتية آخر عام 1887 أن والدته كانت سيدة من مزرعة لويزيانا. توفيت والدته عندما كان عمره بضعة أشهر فقط، لأنها عانت من مرض استوائي منذ وصولها إلى الجزيرة. امتلك والده عددًا غير معروف من الأطفال ذوي الأعراق المختلطة (من بينهم طفلة اسمها ماري مادلين)، بعضهم كان من خادمته ذات العرق المختلط (وصفت بأنها ربع زنجية، أي أنها كانت ثلاثة أرباع أوروبية في الأصل). جدد أودوبون الأب علاقته مع سانيت بوفارد بعد وفاة رابين وأنجبت منه ابنة اسمها موغيت. تولت بوفارد العناية بابنه الصغير جان.
قاد أودوبون الأب سفنًا حربية، وسجن من قبل بريطانيا خلال الثورة الأمريكية وساعد في الشأن الأمريكي بعد إطلاق صراحه. عمل لفترة طويلة في الأعمال العقارية ليدخر المال ويؤمن مستقبل عائلته. باع جزءًا من مزرعته في سانت دومينغ في عام 1789 بسبب اضطرابات الرقيق في منطقة بحر الكاريبي، واشترى بالمقابل مزرعة مساحتها 284 فدانًا تدعى ميل غروف، تبعد نحو 20 ميل عن فيلاديلفيا لتنويع استثماراته. اقتنع أودوبون بالعودة إلى فرنسا نتيجة تزايد التوتر في سانت دومينغ بين المستعمرين والعبيد الأفارقة الذين تفوقوا عليهم بالعدد إلى حد كبير. أصبح عضوًا في الحرس الجمهوري في فرنسا. خطط في عام 1788 لنقل ابنه جين إلى فرنسا وبعده ابنته موغيت عام 1791.
نشأ الطفلان في كويرون بالقرب من نانت في فرنسا، على يد والدهما أودوبون وزوجته الفرنسية آن موينت أدوبون، التي كان قد تزوجها قبل سنوات من مجيئه إلى سانت دومينغ. تبنى أودوبون وزوجته الفرنسية الطفلين بشكل رسمي في عام 1794 لتسوية وضعهما القانوني في فرنسا. وأعادا تسمية الصبي جين جاكس فوغير أودوبون والفتاة روز.

امتلك أدوبون الابن منذ طفولته المبكرة اهتمامًا بالطيور. «أشعر بألفة غريبة تجاه الطيور، ألفة أقرب إلى الجنون، الجنون الذي لابد له أن يرافق خطواتي في الحياة». شجع والده اهتمامه الكبير بالطبيعة: 
«لطالما أشار أودوبون إلى الحركة الرشيقة للطيور وجمال ريشها ونعومته. لفت انتباهي أيضًا إلى عروضها التي تؤديها للتعبير إما عن المتعة أو عن إحساسها بالخطر، نبهني كذلك إلى شكلها المثالي وهيئتها الرائعة وتحدث أيضًا عن هجرتها وعودتها الموسمية».
كبر أودوبون الشاب في فرنسا خلال سنوات فوضى الثورة الفرنسية وعواقبها، ليصبح رجلًا وسيمًا واجتماعيًا. عزف على الفلوت والكمان، وتعلم ركوب الخيل وفن المبارزة والرقص. أحب التجوال في الغابات فكان يمشي هناك لفترات طويلة ويعود حاملًا معه عجائب طبيعية مثل بيوض الطيور وأعشاشها التي رسمها بشكل أولي ضمن أعماله. قرر والده أن يجعل من ابنه بحارًا، فالتحق أودوبون في عمر الثانية عشرة بمدرسة عسكرية وأصبح خادم سفينة. سرعان ما اكتشف أنه سريع التأثر بدوار البحر وأنه ليس من هواة الرياضيات أو الملاحة. أنهى مهنته كضابط بحرية وهي في بدايتها، بعد فشله في تجاوز اختبار تأهيل الضباط، وعاد بفرح إلى اليابسة ليستكشف الحقول من جديد مركزًا اهتمامه كله على الطيور.

## هجرته إلى الولايات المتحدة
حصل له والده في عام 1803 على جواز سفر مزور كي يتمكن من السفر إلى الولايات المتحدة الأمريكية هربًا من التجنيد الإلزامي في الحروب النابليونية. صعد جين جاكس البالغ من العمر 18 عامًا إلى متن السفينة مغيرًا اسمه ليصبح إنجليزي النمط جون جيمس أودوبون. رتب جان أودوبون مع كلود روزير شراكة تجارية من أجل ابنيهما جون جيمس أودوبون وجين فيرديناند روزير، لمتابعة أعمال تعدين الرصاص في بنسلفانيا. قامت هذه الشراكة على مبدأ أن يشتري كلود روزير نصف حصة جان أودوبون من مزرعة هاييتي، وإقراض هذه الأموال لخدمة الشراكة، مقابل أن يحصل أودوبون على نصف الفائدة من أعمال تعدين الرصاص كضمانة في ممتلكات ميل غروف.
أصيب جون أودوبون بالحمى الصفراء بمجرد وصوله إلى مدينة نيويورك. وضعه قبطان السفينة في نزل تديره نساء كويكرز. قامت تلك النساء على خدمته حتى التعافي وعلمنه اللغة الإنجليزية بما في ذلك طريقة الكويكرز في استخدام اللفظين «زي» بمعنى «أنت كمفعول به» و «زو» بمعنى «أنت كفاعل»، عدا عن ألفاظ أخرى عفا عنها الزمن ولم تعد تستخدم. سافر مع محامي عائلة كويكرز إلى مزرعة ميل غروف التابعة لعائلة أودوبون. يقع المنزل الذي تبلغ مساحته 248 فدان (115 هكتار) على جدول بيركيومن، على بعد عدة أميال من وادي فورج.
عاش أودوبون مع المستأجرين في منزل من طابقين، في منطقة اعتبرها الجنة. «شغل الصيد وصيد السمك والرسم والموسيقى كل لحظة من أوقاتي، فلم أعرف الهموم». تعلم أودوبون بسرعة قاعدة علم الطيور من خلال دراسته للموجودات من حوله فكتب: «تعطي طبيعة المكان لمحة عن ساكنيها، سواء كانت منطقة مرتفعة أو منخفضة، رطبة أم جافة، منحدرة باتجاه الشمال أو باتجاه الجنوب، تحوي أشجارًا طويلة أو شجيرات قصيرة».
رغب والده بالتطوير التجاري لمناجم الرصاص في الملكية، باعتبار الرصاص مكون أساسي في صناعة الطلقات النارية. مما يوفر لابنه دخلًا مربحًا. قابل أودوبون في ميل غروف صاحب ملكية فاتلاند فورد القريبة، ويليام باكويل وابنته لوسي باكويل.
بدأ أودوبون بدراسة الطيور الأمريكية، واعتزم أن يرسم رسومًا توضيحية لما توصل إليه من اكتشافات، بطريقة أكثر احترافية وجدية مما فعل معظم الفنانين من قبله. بدأ برسم وتلوين الطيور وتوثيق تصرفاتها. أصيب أودوبون بحمى شديدة نتيجة حادث عرضي أدى إلى سقوطه في جدول مائي، لكنه تماثل إلى الشفاء في مزرعة فاتلاند فورد بوجود لوسي إلى جانبه.
عاد أودوبون إلى فرنسا مخاطرًا بأخذه إلى التجنيد الإلزامي عام 1805، ليسأل والده الإذن بالزواج ولمناقشة خطط العمل العائلية. التقى عندما كان هناك مع عالم الطبيعة والطبيب تشارلز-ماري دي أوربيجني، الذي ساعده على تحسين مهارات التحنيط وعلمه الأسس العلمية للبحث. تعرضت السفينة التي عاد على متنها إلى الولايات المتحدة للهجوم من قبل قرصان إنجليزي، لكنه تمكن من النجاة مع قطعه الذهبية المخبأة.

## وفاته
توفي في مانهاتن - نيويورك عن عمر يناهز 65، في 27 كانون ثاني 1851.